# Gymnocranius grandoculis
Gymnocranius grandoculis és una espècie de peix pertanyent a la família dels letrínids.

## Descripció
- Pot arribar a fer 80 cm de llargària màxima (normalment, en fa 64) i 5.500 g de pes.
- 10 espines i 10 radis tous a l'aleta dorsal i 3 espines i 10 radis tous a l'anal.
- Té línies horitzontals de color blau al musell.
- El color del cos és platejat, mentre que la meitat anterior del cap és sovint marró.
- Les aletes són de color groc o taronja, tot i que l'aleta caudal és sovint marró fosc.
- Presenta una franja estreta i de color marró que li travessa la base de les aletes pectorals.[5][6][7][8][9]

## Alimentació
Menja principalment invertebrats bentònics i peixets.

## Hàbitat
És un peix marí, associat als esculls i de clima tropical (35°N-30°S) que viu entre 20 i 170 m de fondària.

## Distribució geogràfica
Es troba des de l'Àfrica oriental fins al sud-est d'Oceania i des d'Austràlia fins al Japó.

## Observacions
És inofensiu per als humans i es comercialitza fresc, tot i que, de vegades, té un sabor fort i desagradable.